# Hillegom

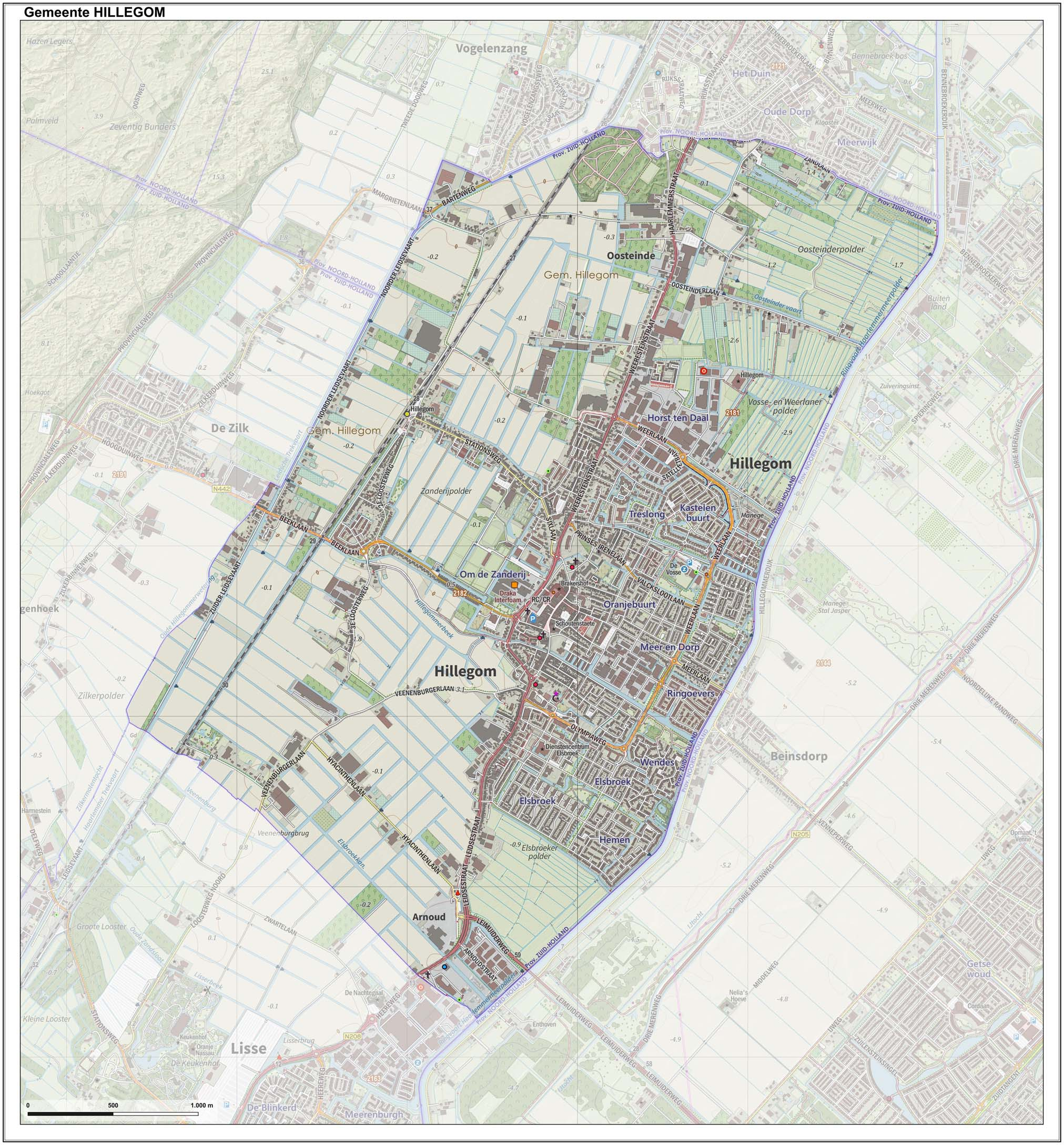
Topografische gemeentekaart van Hillegom, juni 2023

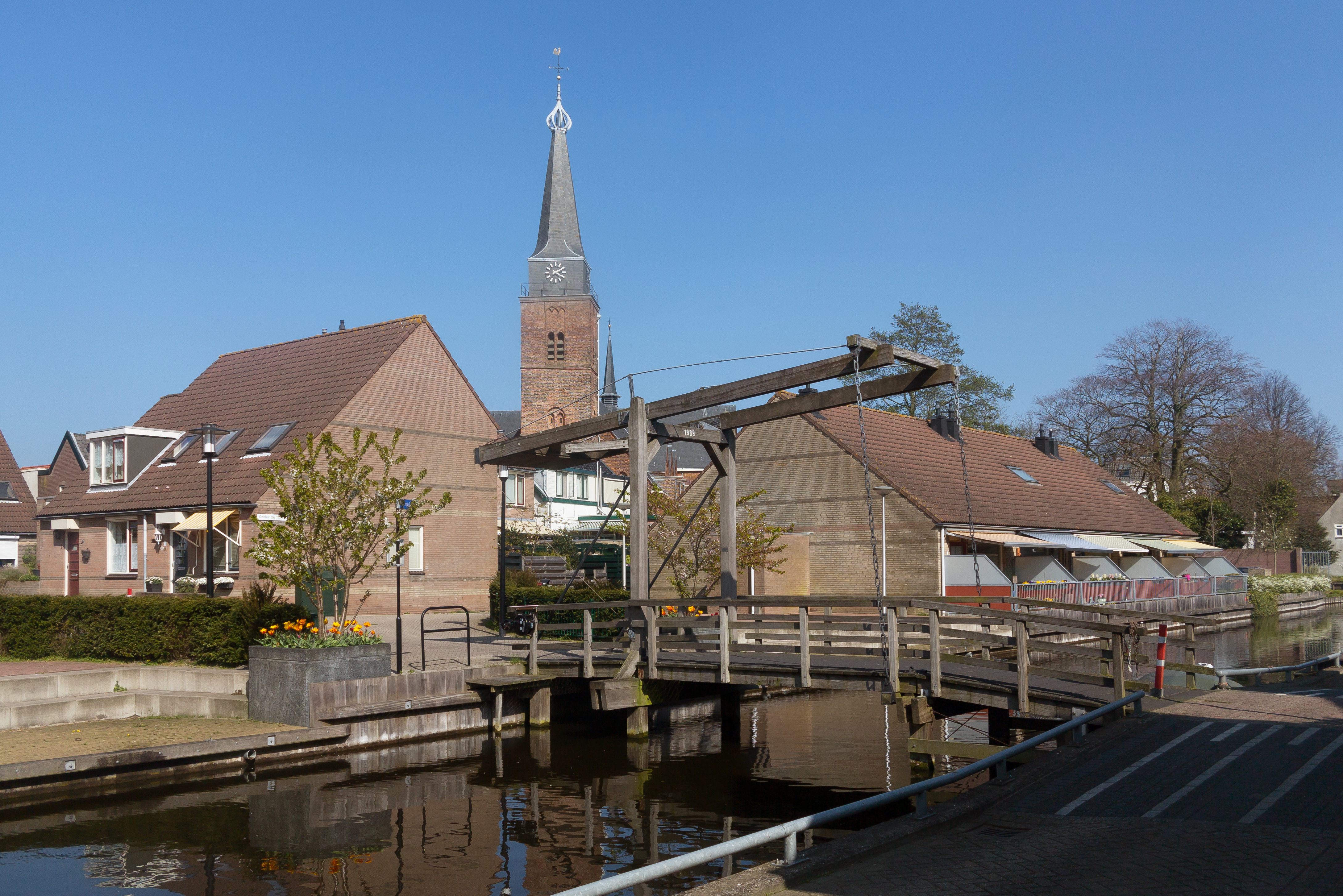
Ophaalbrug met de toren van de Maartenskerk

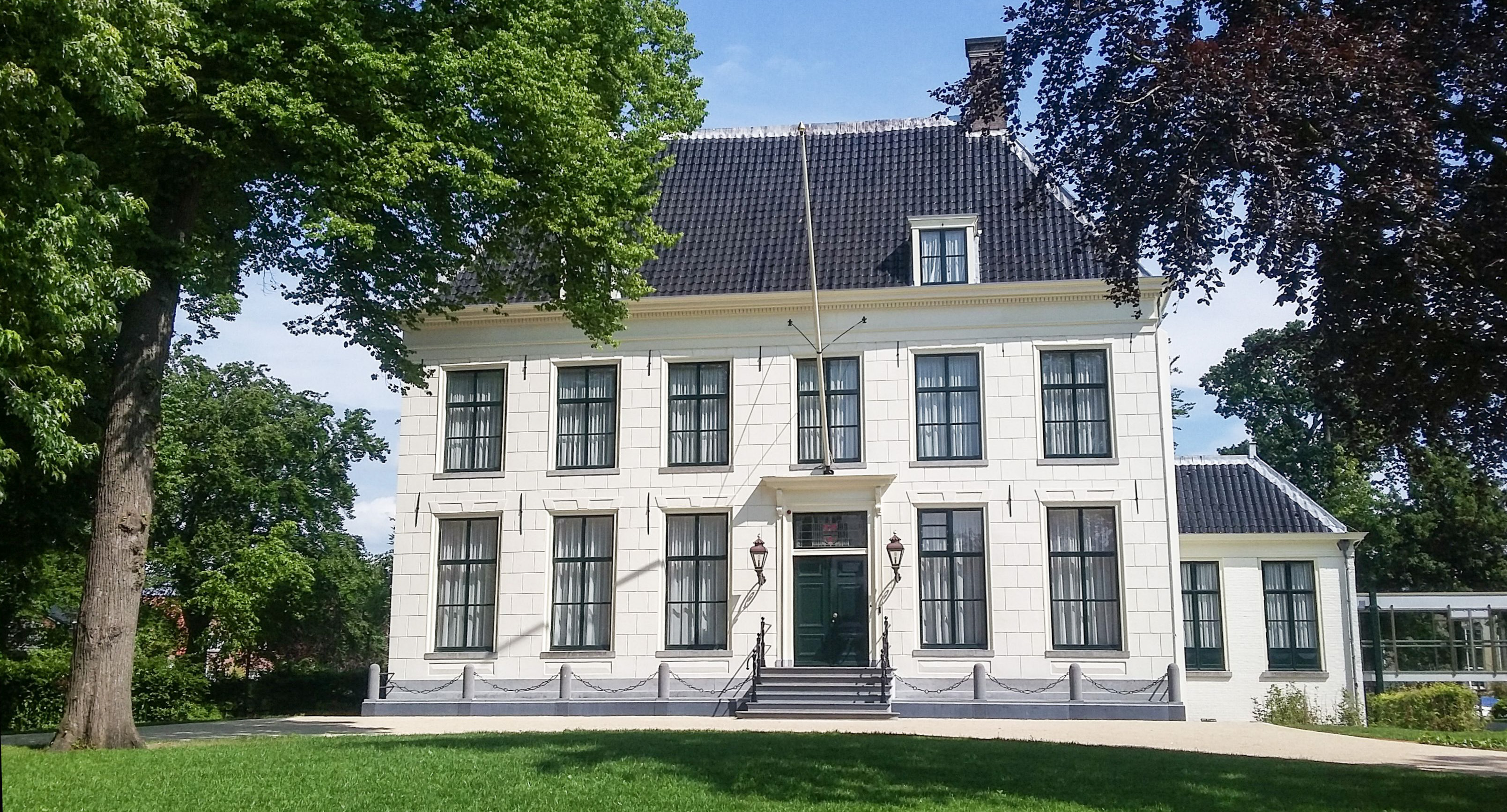
Het gemeentehuis

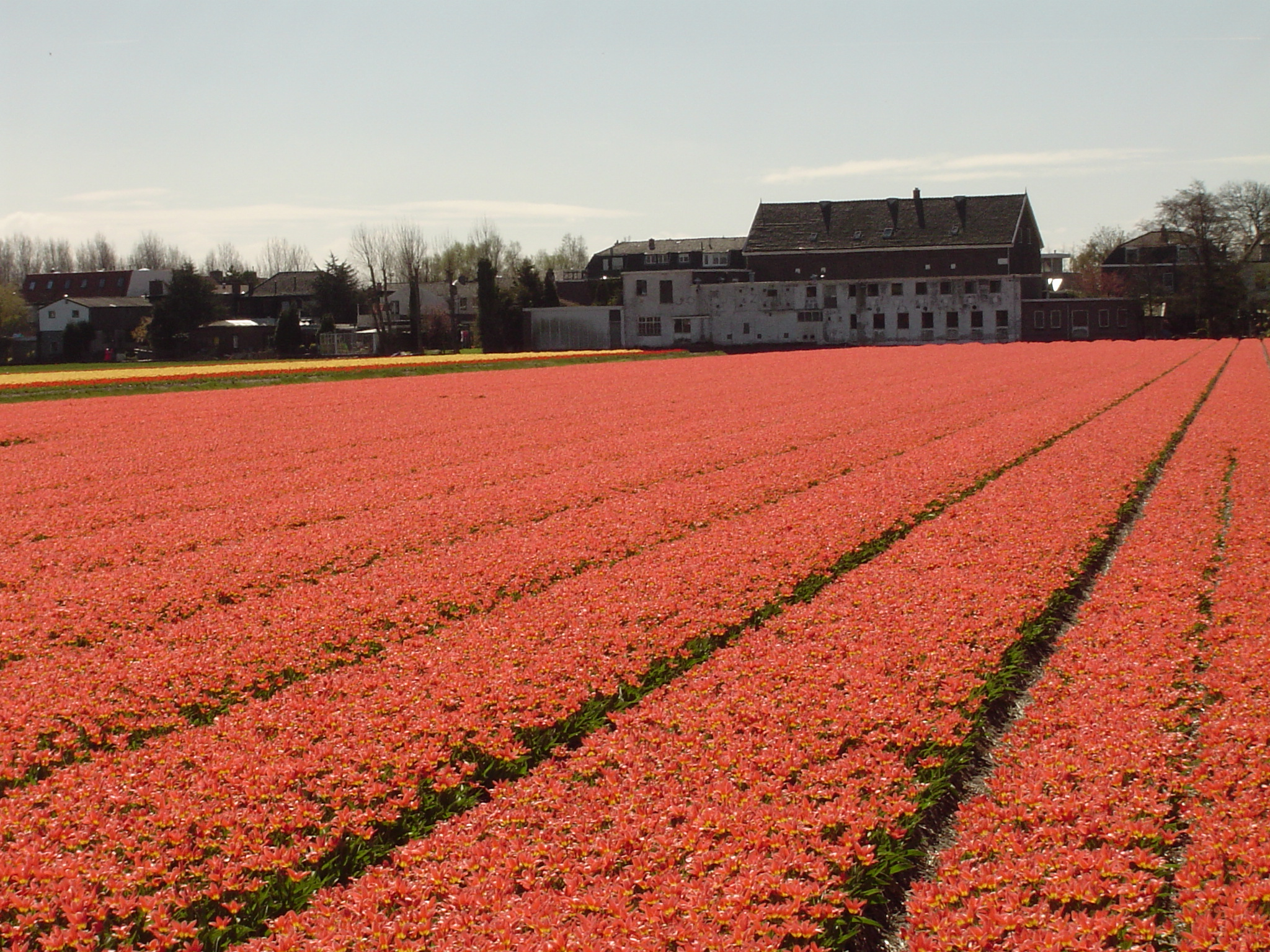
Een tulpenveld in bloei

Hillegom (uitspraakⓘ) is een dorp en gemeente in de Bollenstreek in de Nederlandse provincie Zuid-Holland. De gemeente telt 22.822 inwoners (22 november 2024, bron: CBS) en heeft een oppervlakte van 13,48 km² (waarvan 0,60 km² water). Binnen de gemeentegrenzen liggen geen andere kernen.

## Geschiedenis en etymologie
In archiefstukken uit de 13e en 14e eeuw komen onder andere de namen ‘’Hilleghem’’, ‘’Hildeghem” en “Hillinghem” voor. Zeker is dat de -om in Hillegom een gereduceerde vorm van "heem" is, oftewel woonplaats. Waarschijnlijk is het eerste deel Hilleg- een verbastering van de persoonsnaam "Hille" (mogelijk een verkorting van de persoonsnaam Hildebert of Hildegard). De betekenis zou dan zijn: "huis van Hille", vergelijkbaar met de naam van de plaats Hillegersberg bij Rotterdam. Dit is tevens in overeenstemming met de vorming van namen van diverse andere plaatsen in de regio, zoals het naburige Sassenheim (voorheen "Saxnem"), dat op dezelfde strandwal is gelegen en de betekenis "huis van Saxo" heeft. In beide gevallen ging het hier waarschijnlijk dus om persoonlijke ontginningen.
Hillegom is in de vroege middeleeuwen ontstaan rond de Maartenskerk, het Hof van Hillegom en de Houttuin, ongeveer op de plek waar de Hillegommerbeek met de oostelijke strandwal kruist. De nederzetting bezat vóór 1120 een eigen kapel. De bewoners hielden zich aanvankelijk met akkerbouw en veeteelt bezig. In de zeventiende en achttiende eeuw zijn er vermeldingen van blekerijen, een leerlooierij en een kalkoven. In deze tijd werd de teelt van groenten, fruit en kruiden belangrijk. Dagelijks voeren schuiten naar de Amsterdamse en Leidse markt.
Tijdens de Nederlandse Opstand lag Hillegom een aantal jaren in de frontlinie: gedurende het beleg van Haarlem (1572/1573) en Leiden (1574). Het dorp heeft veel geleden onder de oorlogshandelingen. Na het vertrek van de Spanjaarden gingen de Hillegommers voortvarend met herstel aan de slag. De opvallendste activiteit was de inpoldering van het laaggelegen land langs het Haarlemmermeer.
In de zeventiende en achttiende eeuw lieten bestuurders en kooplieden uit Den Haag en Amsterdam fraaie buitenplaatsen bouwen in Hillegom. Rond 1800 trad het verval in. Vrijwel alle buitenplaatsen zijn in de loop der tijd gesloopt.
Op 6 november 1722 kocht Jan Six II 7000 ha. grond in Hillegom met daarbij de heerlijke rechten in het ambacht. Die zijn sindsdien overerfd van generatie op generatie tot aan de dag van vandaag (2022).
De grootschalige bloembollencultuur dateert uit het midden van de negentiende eeuw. De toename van de bloembollenteelt hield gelijke tred met de zandafgravingen. Na afgraving bleef er namelijk prima zandgrond over, de 'geestgronden', bij uitstek geschikt voor de teelt van bloembollen. De bloembollenteelt bracht grote welvaart. De eerste industrie verscheen in 1904 met de kalkzandsteenfabriek Arnoud. Deze zorgde voor nieuwe afgravingen en nieuw bollenland. Daarnaast vestigde zich in de loop van de twintigste eeuw een aantal kleinere industrieën.
De ligging tussen Haarlem, Leiden en Amsterdam, gepaard aan een goede infrastructuur, maakte Hillegom de laatste decennia van de twintigste eeuw tot een gewilde woongemeente. De bevolking groeide snel, van 9000 inwoners rond 1920 tot ruim 20.000 in 2005.

## Haarlem-Hillegom
Hillegom is de noordelijkste gemeente van de Duin- en Bollenstreek van Zuid-Holland. De noord- en oostgrens vormen tevens de provinciegrens. Alhoewel Hillegom deel uitmaakt van de Bollenstreek en samenwerkt met gemeenten in de regio Holland Rijnland, zijn de inwoners van de gemeente in maatschappelijk opzicht vooral gericht op buurgemeenten in Noord-Holland, de stad Haarlem in het bijzonder. Van oudsher hebben de inwoners sterkere banden met dit gebied. In de jaren 1970 heeft de gemeenteraad van Hillegom zelfs een besluit genomen om aansluiting te zoeken bij de provincie Noord-Holland. Dit besluit is echter nooit omgezet in concrete daden.

## Gemeenteraad
De gemeenteraad van Hillegom bestaat uit 19 zetels. Hieronder staat de samenstelling van de gemeenteraad sinds 1998:
| Gemeenteraadszetels | Gemeenteraadszetels | Gemeenteraadszetels | Gemeenteraadszetels | Gemeenteraadszetels | Gemeenteraadszetels | Gemeenteraadszetels | Gemeenteraadszetels |
| Partij              | 1998                | 2002                | 2006                | 2010                | 2014                | 2018                | 2022                |
| ------------------- | ------------------- | ------------------- | ------------------- | ------------------- | ------------------- | ------------------- | ------------------- |
| B.B.H.              | 3                   | 3                   | 4                   | 2                   | 7                   | 8                   | 8                   |
| Bloeiend Hillegom   | -                   | -                   | 1                   | 4                   | 3                   | 3                   | 3                   |
| CDA                 | 5                   | 6                   | 4                   | 3                   | 3                   | 4                   | 2                   |
| VVD                 | 5                   | 5                   | 5                   | 4                   | 2                   | 2                   | 2                   |
| D66                 | -                   | -                   | -                   | 2                   | 2                   | 1                   | 2                   |
| GroenLinks          | 1                   | 2                   | 2                   | 2                   | 1                   | 1                   | 1                   |
| Hart Voor Hillegom  | -                   | -                   | -                   | -                   | -                   | -                   | 1                   |
| PvdA                | 4                   | 3                   | 3                   | 2                   | 1                   | -                   | -                   |
| Overige             | 1                   | -                   | -                   | -                   | -                   | -                   |                     |
| Totaal              | 19                  | 19                  | 19                  | 19                  | 19                  | 19                  | 19                  |

## Aangrenzende gemeenten
Hillegom grenst in het noorden aan Bennebroek (gemeente Bloemendaal), in het oosten aan Beinsdorp (gemeente Haarlemmermeer), in het zuiden aan Lisse, in het westen aan De Zilk (gemeente Noordwijk) en in het noordwesten aan Vogelenzang (gemeente Bloemendaal). De exacte grens met de Haarlemmermeer is de Ringvaart van de Haarlemmermeerpolder, de grens met De Zilk is de Leidse trekvaart.
| Aangrenzende gemeenten | Aangrenzende gemeenten | Aangrenzende gemeenten | Aangrenzende gemeenten | Aangrenzende gemeenten |
| ---------------------- | ---------------------- | ---------------------- | ---------------------- | ---------------------- |
|                        |                        | Bloemendaal (NH)       |                        |                        |
|                        |                        |                        |                        |                        |
| Noordwijk              | Haarlemmermeer (NH)    |                        |                        |                        |
|                        |                        |                        |                        |                        |
| Lisse                  |                        |                        |                        |                        |

Buiten de dorpskern zijn nog veel bollenvelden te vinden en het jaarlijkse Bloemencorso van de Bollenstreek rijdt eind april door het dorp. Anders dan in veel andere gemeenten in de Bollenstreek is er in Hillegom relatief weinig bollengrond verloren gegaan voor woningbouw. Vanwege het economisch belang van de bollenteelt heeft de woningbouw voornamelijk plaatsgevonden op veengronden in het oosten van de gemeente. Dat het oude karakter van het bollengebied toch enigszins is verdwenen heeft te maken met de bouw van grote moderne bedrijfshallen ten behoeve van de bloembollenhandel.

## Bezienswaardigheden
- Het bloemencorso dat in de tweede helft van april door het dorp heen trekt
- Het Hof van Hillegom (thans raadhuis)
- De bloembollenvelden

In Hillegom was het Fordmuseum gevestigd, de grootste particuliere collectie Ford-auto's ter wereld. Het werd in 2016 gesloten.

### Monumenten
In de gemeente zijn er een aantal rijksmonumenten, gemeentelijke monumenten en een oorlogsmonument, zie:
- Lijst van rijksmonumenten in Hillegom
- Lijst van gemeentelijke monumenten in Hillegom
- Lijst van oorlogsmonumenten in Hillegom
- Lijst van Stolpersteine in Hillegom

### Kunst in de openbare ruimte
In de gemeente Hillegom zijn diverse beelden, sculpturen en andere kunstzinnige objecten geplaatst in de openbare ruimte, zie:
- Lijst van beelden in Hillegom

## Treslong
In de beginjaren van de Nederlandse televisie werd de grote zaal van het complex Treslong veelvuldig gebruikt voor optredens en shows. Zo trad ooit Pat Boone op in Treslong. Het beroemdste optreden verzorgden The Beatles in juni 1964. Zij gaven een playback-TV-optreden voor de VARA. De show waarin dat gebeurde werd gepresenteerd door Herman Stok en Berend Boudewijn.
Sinds 2005 bestaat het complex Treslong niet langer. Het is gesloopt en op het terrein is in 2007 de nieuwe woonwijk "De Marel" gebouwd.

## Sportverenigingen
Van de uiteenlopende sportverenigingen in Hillegom worden de volgende op Wikipedia apart beschreven:
- SV Hillegom (voetbal en handbal)
- VV SIZO (zaalvoetbal)
- SDO (H) (korfbal)
- Squash Hillegom (squash en soccersquash)
- BCH (Badminton)
- Scoutinggroep Tjarda Hillegom (scouting)
- Manege Hillegom (paardrijden)
- BV Hillegom '85 (basketbal)

## Kerken en moskee
- Sint-Jozefkerk
- Sint-Martinuskerk
- De Hoeksteen
- Maartenskerk
- Chr. Geref. Raadhuiskerk
- Oud-Gereformeerde Gemeente ("Achter de watertoren")
- Moskee Al Ansaar
- de Open Hof

## Bekende Hillegommers
- Bert Bouma (1930-2022), voetballer
- Esmee Daalman (2005), voetbalster
- Dick van Egmond (1961), voetbalscheidsrechter
- Marc Evers (1991), paralympisch sporter
- Bart de Graaff (Haarlem, 1967 - Leiden, 2002), tv-presentator, programmamaker, omroepoprichter en -voorzitter
- Johannes Willem van Hasselt (1752-1832), koopman en politicus
- Schelto (baron) van Heemstra (1879-1960), commissaris van de Koningin
- Ans Hey (1932-2010), beeldhouwster
- Jesse Huta Galung (1985), proftennisser
- Rogier Koordes (1972), profvoetballer
- Frénk van der Linden (1957), journalist
- Dirk Meeldijk (1958), volkszanger
- Rob Møhlmann (1956), kunstenaar, dichter en schrijver over kunst
- Constantijn Muysken (1843-1922), architect
- Rien van Nunen (Amsterdam, 1912 - Haarlem, 1975), acteur
- Rieneke van Nunen (1958), actrice
- Frans Out, verzetsman en auteur van het boek Hillegom '40-'45
- Willem Pleyte, (1836-1903), egyptoloog, museumdirecteur
- Thea de Roos-van Rooden (1949), geschiedkundige en politica
- Fred van Trigt (1962), politicus
- Erica Verdegaal (1960), schrijfster
- Steef Weijers (1929-2021), politicus (KVP/CDA)
- Marc Witteman (1961-2018), politicus
- Piet van Zeil (1927-2012), politicus
- Jan Zijlstra (1938-2021), evangelist

## Wegennet
- Provinciale weg 207
- Provinciale weg 208
- Provinciale weg 442

## Wijken
- Centrum
- Burgemeesterskwartier
- Elsbroek
- De Marel
- Meer en Dorp I en II
- Patrimonium
- Treslong
- Vossepolder
- De Zanderij
- Hofzicht
- Weerestein
- Amerikabuurt
- Hillegom Zuid
- Pastoorsveld
- Ringoevers